# Sabine Bobert

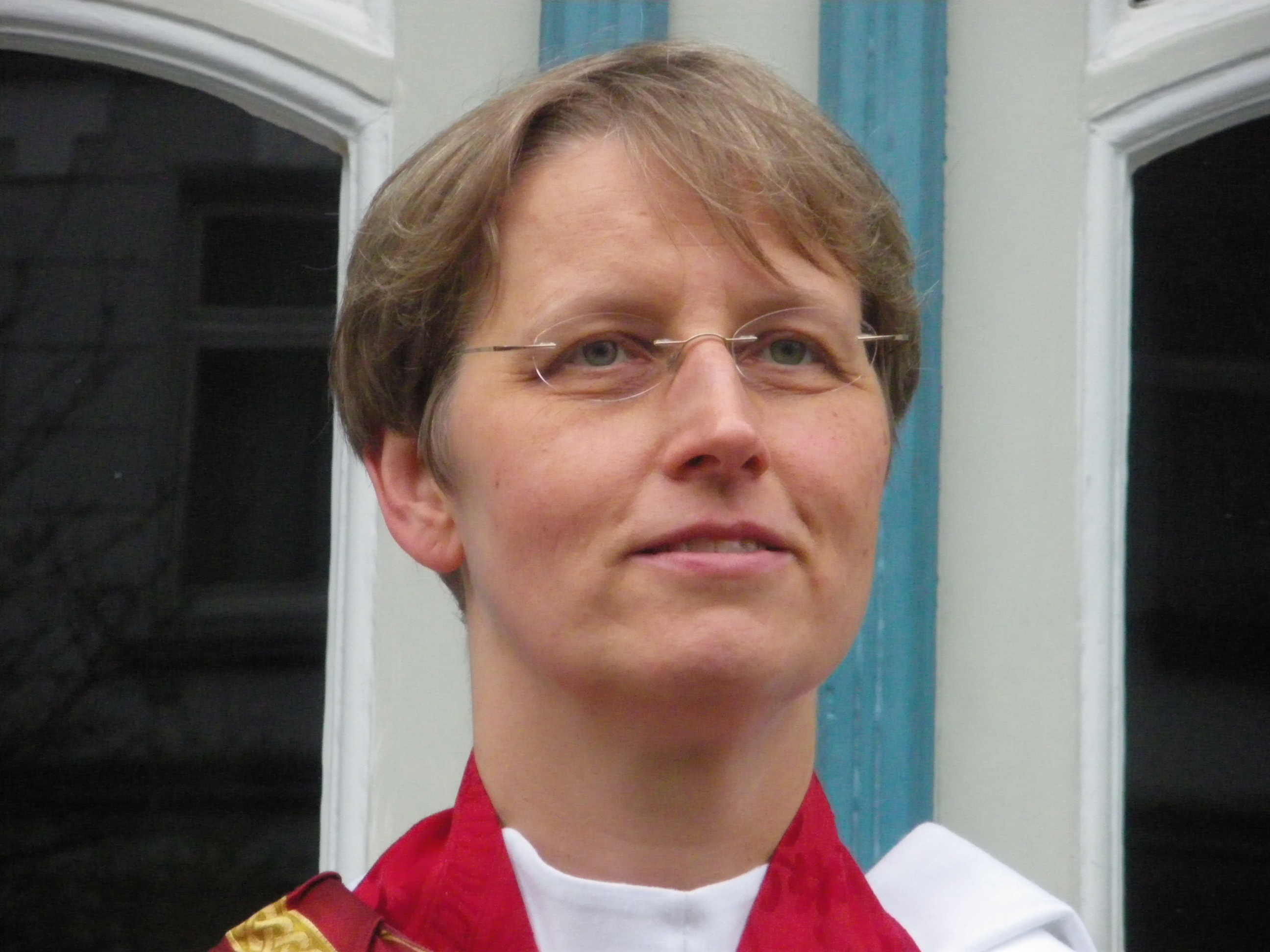
Sabine Bobert (2009)

Sabine Bobert (auch Sabine Bobert-Stützel; * 5. November 1964 in Ost-Berlin) ist eine deutsche evangelische Theologin und Professorin am Institut für Praktische Theologie der Christian-Albrechts-Universität zu Kiel. Ihre Schwerpunkte liegen in den Bereichen Seelsorge, Gottesdienstformen (insbesondere die Deutsche Messe), Spiritualität und Mystik.

## Leben
Sabine Bobert lebte bis nach der Wende in der DDR. Sie studierte zunächst von 1983 bis 1986 am baptistischen Theologischen Seminar Buckow, dann von 1986 bis 1989 an der Ostberliner Kirchlichen Hochschule, dem Sprachenkonvikt, Evangelische Theologie.  In der Zeit der Wende legte sie dort ihr Erstes Theologisches Examen ab. Von 1990 bis 1991 studierte sie als postgraduate student und Stipendiatin des Ökumenischen Rates der Kirchen am Theological Seminary in Pittsburgh (USA) der Presbyterian Church. Während dieser Zeit arbeitete sie über die Theologie der Befreiung und schloss ihr dortiges Studium mit einer Magisterarbeit über den Vergleich der Ekklesiologie Dietrich Bonhoeffers mit der Ekklesiologie von Leonardo Boff ab. Dadurch erwarb sie den Magistergrad als „Master of Sacred Theology“ (S.T.M.). Im Anschluss daran absolvierte sie ihr Gemeindevikariat von 1991 bis 1992 in einer Berliner Kirchengemeinde und legte 1992 ihr Zweites Theologisches Examen ab, woraufhin sie im selben Jahr in Berlin für das Pfarramt ordiniert wurde.
Bobert erhielt von 1992 bis 1993 eine Pfarrstelle sowie einen Lehrauftrag am Theologischen Konvikt (ehemaliges Sprachenkonvikt) in Berlin. Von 1993 bis 1996 war sie wissenschaftliche Mitarbeiterin an der Theologischen Fakultät der Berliner Humboldt-Universität im Fach Praktische Theologie und erwarb diverse (pastoral-)psychologische Zusatzqualifikationen (Klinische Seelsorgeausbildung, Organisations- und Gruppendynamik, Psychoanalyse, Beratungsdynamik im seelsorgerlichen Kurzgespräch). Darüber hinaus arbeitete sie als Krankenhausseelsorgerin an der Berliner Charité. 1994 wurde sie mit einer Arbeit zum Thema Dietrich Bonhoeffers Pastoraltheologie. Theologenausbildung im Widerstand zum „Dritten Reich“. Dargestellt anhand der Finkenwalder Vorlesungen 1935-1937 mit summa cum laude promoviert. Von 1996 bis 2001 war sie wissenschaftliche Assistentin an der Humboldt-Universität bei Jürgen Henkys und arbeitete an der Edition der Dietrich Bonhoeffer Werke mit. In dieser Zeit habilitierte sie im Fach Praktische Theologie mit ihrer Schrift Frömmigkeit und Symbolspiel. Ein pastoralpsychologischer Beitrag zu einer evangelischen Frömmigkeitstheorie.

## Forschung und Lehre
Im Sommersemester 2000 vertrat sie als Vertretungsprofessorin an der Philipps-Universität Marburg den Lehrstuhl für Homiletik und Seelsorge für Dietrich Stollberg. Im Herbst 2001 erhielt sie den Ruf an die Theologische Fakultät der Christian-Albrechts-Universität zu Kiel als erste Frau seit Gründung der Fakultät im Jahr 1665. Ihre Schwerpunkte liegen in den Bereichen Seelsorge und Pastoralpsychologie, Liturgie (Vollzug und Pflege der Deutschen Messe mit all ihren Schritten und Ritualen), sowie postmoderne Spiritualitätsformen. Ein besonderes Interesse gilt dabei alten christlichen Techniken, die gegenwärtigen Menschen zu mentaler und emotionaler Autonomie helfen können. In diesem Kontext erörtert Bobert die Frage einer gegenwärtigen lebendigen christlichen Mystik. 2009 wurde von ihr das Ausbildungskonzept Mental-Turning-Point mit dem Schwerpunkt Mystagogie ins Leben gerufen. Um der Öffentlichkeit Inhalte des neuen Konzeptes zugänglich zu machen, wurde 2010 eine Seminarreihe gestartet, die Interessierte an alte mönchische Meditationstechniken heranführt.

## Werke (Auswahl)
- Dietrich Bonhoeffers Pastoraltheologie. Theologenausbildung im Widerstand zum „Dritten Reich“. Dargestellt anhand der Finkenwalder Vorlesungen 1935–1937. Gütersloh 1995 (PDF auf Commons: S. 1–27, 28–91, 92–115, 116–207, 208–321, 322–384).
- Frömmigkeit und Symbolspiel. Ein pastoralpsychologischer Beitrag zu einer evangelischen Frömmigkeitstheorie. Göttingen 2000, ISBN 978-3-525-62360-2.
- Jesusgebet und neue Mystik. Grundlagen einer christlichen Mystagogik. Kiel 2010, ISBN 978-3-940900-22-7 (PDF auf Commons: Cover, S. 1–29).
- Mystik und Coaching mit MTP – Mental Turning Point, Kiel 2011, Band 2 aus der Reihe „Urban MystiX“, ISBN 978-3-89680-518-8.